# Sérgio Cabral
Sérgio de Oliveira Cabral Santos ORB (Rio de Janeiro, 27 de maio de 1937 – Rio de Janeiro, 14 de julho de 2024) foi um jornalista, escritor, compositor e pesquisador brasileiro, pai do também jornalista e político Sérgio Cabral Filho.

## Biografia
Nascido no bairro de Cascadura, no Rio de Janeiro, foi criado em Cavalcante. Órfão de pai desde os quatro anos de idade, começou sua carreira em 1957 como repórter policial do Diário da Noite, jornal vespertino dos Diários Associados. Em 1969, já como editor político do Última Hora, juntou-se a Jaguar e Tarso de Castro para a criação d'O Pasquim. Durante a Ditadura, foi temporariamente preso por seu ativismo neste jornal.
Trabalhou como produtor musical entre 1973 e 1981. Como compositor, foi parceiro de Rildo Hora, escrevendo as letras de Janelas Azuis, Visgo de Jaca, Velha-Guarda da Portela e Os Meninos da Mangueira, entre outras.
Teve uma grande ligação com as escolas de samba a partir do início da década de 1960 quando começou a cobrir para os meios de comunicação que trabalhava o desfile no centro da cidade. Na TV Globo integrou o júri especializado, que dava notas para a apresentação das escolas de samba, desde a década de 70. Com muita rigidez e conhecimento era considerado o jurado mais severo, guardando a nota máxima apenas para uma apresentação antológica. Julgou no início Mestre sala e porta bandeira e comissão de frente e depois samba-enredo. Trabalhou como comentarista de carnaval também na TVE, em 1980, e na TV Manchete, em 1984, 1987, 1989 e 1990.

### Carreira política
Foi vereador da cidade do Rio por três legislaturas, entre 1983 e 1993. Entrou para a política por incentivo do filho, Sérgio Cabral Filho, que atuava no movimento estudantil da faculdade à época.
Em sua passagem como vereador, participou da elaboração da Lei Orgânica do Município e do Plano Diretor da Cidade. Foi autor da lei que transforma o bairro de Santa Teresa em área de proteção ambiental e também do texto que que obriga a construção de salas de espetáculos nos centros comerciais do município. Foi ainda Secretário Municipal de Esportes e Lazer de 1987 a 1988, época em que foi criada a Fundação Rio Esporte.
Em 1993, foi indicado para ser conselheiro do Tribunal de Contas do Município. Ocupou o cargo de 15 de abril de 1993 a 26 de maio de 2007, quando se aposentou compulsoriamente ao completar 70 anos de idade.

## Morte
Com Alzheimer, Cabral faleceu em 14 de julho de 2024, aos 87 anos, devido a complicações de um enfisema pulmonar. A informação foi dada pela Clínica São Vicente na Gávea, onde ele estava internado. O presidente Luiz Inácio Lula da Silva publicou nota de pesar pela morte e elogiou a trajetória e contribuição do jornalista e escritor para a cultura brasileira.

## Obras
- As Escolas de Samba - o que, quem, onde, como, quando e porque (1974)
- Pixinguinha, Vida e Obra (1977)
- ABC do Sérgio Cabral (1979)
- Tom Jobim (1987)
- No Tempo de Almirante (1991)
- No Tempo de Ari Barroso (1993)
- Elisete Cardoso, Vida e Obra (1994)
- As Escolas de Samba do Rio de Janeiro (1996)
- A Música Popular Brasileira na Era do Rádio (1996)
- Pixinguinha Vida e Obra (1997)
- Antonio Carlos Jobim - Uma biografia (1997)
- Livro do Centenário do Clube de Regatas Vasco da Gama (1998)
- Mangueira - Nação Verde e Rosa (1998)
- Nara Leão - Uma biografia (1991)
- Quanto Mais Cinema Melhor - Uma biografia de Carlos Manga (2006)
- Grande Otelo - Uma biografia (2007)
- Ataulfo Alves (2009)